# Sotes (alfarero)
Sotes (en griego antiguo: Σώτης, Σότες) fue un alfarero griego de vasos de figuras negras, activo a mediados del siglo VI a. C.
Se conoce únicamente a partir de una firma en un fragmento de una placa de cerámica (en un tondo de un pínax), con una representación de la diosa Atenea caminando hacia la derecha con un escudo y una lanza, que se conserva en el Museo del Ágora de Atenas (Museo del Ágora AP 1859A, 2325C, 3 fragmentos)
). Una inscripción casi completamente conservada del tipo bustrofedón (‘como un buey gira’ - tirando de un arado por los surcos, es decir, el texto está escrito de forma alternada, primero de izquierda a derecha y luego al revés), con su firma y la del pintor Pederos, se encuentra en el fragmento debajo del borde de la túnica de Atenea:
| Σότες μ' ἐπ[οί] → ςορέδιαΠ ,νεσ[ε] ← ἔγραφσε[ν] → | Sotes está listo. → sorediaP, vida ← dibujó → |

Una firma de tres líneas escrita con el tipo bustrofedón es muy rara. El nombre griego Sotes (Σώτης – Sótés) era bastante común en la antigua Grecia. A mediados del siglo VI a. C., las vocales largas omega y eta aún no se utilizaban en Atenas. En el 403 a. C., Atenas adoptó oficialmente el alfabeto jónico (jónico oriental o milesio), más desarrollado, que ya las utilizaba. El plato en sí fue una vez una pieza de cerámica bien hecha y cuidadosamente elaborada. La arcilla tiene una textura fina, es dura y las impresiones en la superficie inferior están bien trabajadas.